# Meurtres de Karlie Pearce-Stevenson et Khandalyce Pearce
 (août 2023).
La mise en forme du texte ne suit pas les recommandations de Wikipédia : il faut le « wikifier ».
Les points d'amélioration suivants sont les cas les plus fréquents. Le détail des points à revoir est peut-être précisé sur la page de discussion.
- Les titres sont pré-formatés par le logiciel. Ils ne sont ni en capitales, ni en gras.
- Le texte ne doit pas être écrit en capitales (les noms de famille non plus), ni en gras, ni en italique, ni en « petit »…
- Le gras n'est utilisé que pour surligner le titre de l'article dans l'introduction, une seule fois.
- L'italique est rarement utilisé : mots en langue étrangère, titres d'œuvres, noms de bateaux, etc.
- Les citations ne sont pas en italique mais en corps de texte normal. Elles sont entourées par des guillemets français : « et ».
- Les listes à puces sont à éviter, des paragraphes rédigés étant largement préférés. Les tableaux sont à réserver à la présentation de données structurées (résultats, etc.).
- Les appels de note de bas de page (petits chiffres en exposant, introduits par l'outil «  Source ») sont à placer entre la fin de phrase et le point final[comme ça].
- Les liens internes (vers d'autres articles de Wikipédia) sont à choisir avec parcimonie. Créez des liens vers des articles approfondissant le sujet. Les termes génériques sans rapport avec le sujet sont à éviter, ainsi que les répétitions de liens vers un même terme.
- Les liens externes sont à placer uniquement dans une section « Liens externes », à la fin de l'article. Ces liens sont à choisir avec parcimonie suivant les règles définies. Si un lien sert de source à l'article, son insertion dans le texte est à faire par les notes de bas de page.
- La présentation des références doit suivre les conventions bibliographiques. Il est recommandé d'utiliser les modèles {{Ouvrage}}, {{Chapitre}}, {{Article}}, {{Lien web}} et/ou {{Bibliographie}}. Le mode d'édition visuel peut mettre en forme automatiquement les références.
- Insérer une infobox (cadre d'informations à droite) n'est pas obligatoire pour parachever la mise en page.

Pour une aide détaillée, merci de consulter Aide:Wikification.
Si vous pensez que ces points ont été résolus, vous pouvez retirer ce bandeau et améliorer la mise en forme d'un autre article.
 (août 2023).
Karlie Pearce-Stevenson et Khandalyce Pearce étaient une mère et sa fille qui ont été assassinées en 2008 en Australie. Le squelette de Karlie a été trouvé en 2010 dans la forêt domaniale de Belanglo, en Nouvelle-Galles du Sud. Les restes de sa fille ont été trouvés en juillet 2015 près de Wynarka, en Australie-Méridionale, à environ 1 100 km de Belanglo. Les deux affaires n'ont pas été reliées jusqu'à ce que l'identification des corps soit confirmée par des tests ADN en octobre 2015. La mère et sa fille ont été vues pour la dernière fois en 2008 à Alice Springs, en Territoire du Nord, et portées disparues en 2009, mais le signalement a finalement été retiré. Il a été découvert que le téléphone portable de Karlie a été utilisé pendant des années après sa mort, pour envoyer de faux messages de "preuve de vie" à sa famille et ses amis. Les identités de la mère et de l'enfant ont été exploitées par des tiers pour commettre des fraudes à la sécurité sociale et d'autres types de fraudes à l'identité.
Le 28 octobre 2015, Daniel James Holdom, l'ancien partenaire de Karlie, a été arrêté et accusé de son meurtre à Cessnock, en Nouvelle-Galles du Sud. Le 15 décembre, il a également été accusé du meurtre de Khandalyce. Le 30 novembre 2018, il a été condamné à deux peines de prison à perpétuité pour ces meurtres.

## Forêt domaniale de Belanglo
Le 29 août 2010, des cyclistes ont découvert des restes humains dans la forêt domaniale de Belanglo en Nouvelle-Galles du Sud. Les médias ont tout d'abord relié ce meurtre au tueur en série Ivan Milat et les backpacker murders (meurtres de routard), mais les examens médico-légaux ont finalement découvert que les restes humains avaient été laissés là de nombreuses années après que Milat eut été envoyé en prison en 1996 pour sept meurtres perpétrés en forêt. Lors d'un appel à témoin lancé en 2010, la police a nommé la femme « Angel » (ange), d'après le motif figurant sur le tee-shirt qu'elle portait.
Le 21 octobre 2015, les ossements ont été identifiés comme étant les restes de Karlie Pearce-Stevenson, âgée de 20 ans et originaire d'Alice Springs.

## Wynarka
Le 15 juillet 2015, les restes d'un jeune enfant, entourés de vêtements de petite fille ont été découverts pas un automobiliste qui examinait une valise abandonnée le long de la Karoonda Highway, près de Wynarka, dans la région de Murray Mallee en Australie-Méridionale. Dès le début de l'affaire, les enquêteurs ont pensé que l'enfant avait subi une mort violente plusieurs années avant que les restes ne soient jetés dans cette valise. Ce n'est qu'en octobre 2015 que la victime a été identifiée comme étant Khandalyce Pearce, 2 ans, qui avait été portée disparue avec sa mère cinq ans auparavant, en 2009.

## Découverte du lien entre les deux corps
Peu de temps après la découverte des restes de l'enfant, la police a lancé un appel à témoin dans le but d'obtenir des informations permettant de l'identifier, se basant sur des objets retrouvés dans la valise, notamment les vêtements de l'enfant et une couverture distinctive faite à la main. Après plus de 1 200 appels reçus par Échec au crime, une personne a pu identifier la couverture comme ayant été confectionnée par la grand-mère de l'enfant, décédée en 2012 alors que sa fille et sa petite-fille vivaient dans différents états. L'identification complète a été obtenue en comparant l'ADN extrait des ossements avec l'ADN conservé à partir d'un test néonatal du buvard. Une recherche nationale d'ADN a ensuite permis d'établir un lien entre les restes de l'enfant et le profil de sa mère, les restes précédemment non identifiés trouvés dans la forêt domaniale de Belanglo.
Les dernières observations confirmées de la mère et sa fille avant leur mort datent du 8 novembre 2008, lorsqu'elles ont été arrêtées par la police sur la Stuart Highway, près de Coober Pedy, dans l'extrême nord de l'Australie-Méridionale, et à Charnwood, une banlieue de Canberra, en décembre 2008,,.
Les polices de Nouvelle-Galles du Sud et d'Australie-Méridionale ont mené une enquête conjointe, notamment en collaboration avec la police du Territoire de la capitale australienne et du Territoire du Nord.

## Les victimes
Karlie Jade Pearce-Stevenson est née en 1988 à Alice Springs. Elle a fréquenté l'école primaire Braitling et le lycée d'Alice Spring. Elle était passionnée de netball. Sa mère est décédée en 2012. Son beau-père et son demi-frère vivent toujours à Alice Springs.
Khandalyce Kiara Pearce était la fille de Karlie. Elle est née en 2006 à Alice Springs.
Karlie aurait quitté Alice Springs avec sa fille en 2008 pour trouver du travail. La police pense qu'elles ont voyagé à Darwin, à Adelaide, dans les districts de Murray et Riverland, dans l'état de Victoria et à Canberra. Les enquêteurs ont appelés les propriétaires de motels, d'hôtels et parcs de caravane pour vérifier leurs registres, au cas où elles auraient séjourné dans leurs locaux. Le 4 septembre 2009, la mère de Karlie a signalé sa disparition à la police du Territoire du Nord. Le signalement a été clôturé le 9 octobre 2009 après que sa mère se fut déclarée « rassurée que Karlie était en sécurité et se portait bien, mais qu'elle ne souhaitait aucun contact avec sa famille à ce moment-là ». La police pense que Karlie a été assassinée dans la forêt de Belanglo le 14 ou le 15 décembre 2008, et que sa fille a été tuée plus tard à un autre endroit,. Les enquêteurs n'ont pas révélé de détails sur leurs blessures, ou sur la manière dont elles avaient été tuées. Cependant, la police a indiqué que l'enfant était décédé « d'une mort violente dans de terribles circonstances »,.
Les restes des deux victimes ont été ramenés à Alice Springs et un service funéraire ainsi qu'un enterrement ont eu lieu en décembre 2015, grâce aux fonds collectés auprès du public et des autorités locales,.

## Vol d'identité
Le téléphone portable de Karlie a été utilisé jusqu'à mi-2011, communicant par messages, donnant à sa famille et ses amis l'impression qu'elle était en vie, qu'elle allait bien, et aussi pour demander de l'argent. Son compte bancaire a été consulté jusqu'à 2012 au moins, dans des établissements situés dans quatre États et territoires. Plus de 90 000 dollars ont été volés sur le compte, y compris des paiements familiaux Centrelink et d'autres procédures de fraudes. En juin 2010, une femme en fauteuil-roulant accompagnée d'un homme, s'est faite passer pour Karlie auprès du personnel d'une coopérative de crédit (credit union) en utilisant ses documents d'identité. Une autre femme s'est faite passer pour elle dans un bureau de Centrelink en Australie-Méridionale la même année, utilisant les documents d'identité de Karlie et Khandalyce. Cette femme a été amputée d'une jambe à la suite d'un accident de voiture survenu en 2008, alors que Daniel James Holdom conduisait sur la Stuart Highway, au nord de Marla. Deux de ses enfants ont été tués dans l'accident. Elle a conclu un accord à l'amiable en mai 2016.

## Les suspects
Quelques jours après avoir dévoilé l'identité des victimes, la police a signalé qu'elle avait plusieurs suspects, dont un dans une prison de Nouvelle-Galles du Sud en attente de condamnation pour des accusations sans rapport.

## L'arrestation
Le 28 octobre 2015, Daniel James Holdom, 41 ans, a été arrêté à Cessnock, en Nouvelle-Galles du Sud. Il a ensuite été inculpé du meurtre de Karlie Pearce-Stevenson. Il s'est avéré qu'il entretenait une relation avec une femme nommée Hazel Passmore, qui aurait volé l'identité de Karlie après son meurtre. Les enquêteurs pensent que le suspect entretenait également une relation avec Karlie elle-même. La police aurait tracé un signal du téléphone portable de Holdom au moment de sa mort, et à l'endroit où ses restes ont été retrouvés.
En septembre 2008, le suspect a été impliqué dans un accident de voiture dans lequel deux des enfants de sa partenaire ont été tués,. La mère des enfants a subi d'importantes blessures qui l'oblige aujourd'hui à être en fauteuil-roulant. Il semblerait que ce soit la même personne qui s'était faite passer pour Karlie dans la coopérative de crédit en 2010. En août 2008, cette femme avait posté des images de Khandalyce sur son Facebook. Khandalyce était photographiée en compagnie des propres enfants de cette femme, lors d'un salon de l'automobile à Alice Springs.
Le 15 décembre 2015, Holdom a été de nouveau arrêté à Cessnock pour le meurtre de Khandalyce. Décrite comme une mort très violente, les enquêteurs pensent que Khandalyce a été tuée seulement quelques jours après sa mère. Un des enquêteurs a fait remarquer qu'ils étaient chanceux que le suspect soit déjà en garde à vue, car cela avait permis à la police de prendre le temps de mener une « enquête approfondie et complète ». Holdom a été inculpé par le tribunal de Parramatta, et s'est vu refuser la liberté sous caution. L'affaire a été ajournée jusqu'au 28 janvier 2016, date à laquelle son procès devait avoir lieu au Central Law Courts de Sydney. L'affaire a été de nouveau ajournée jusqu'au mois de mars, puisque la police et l'accusation étaient encore en train de collecter des preuves, dont seulement un tiers avait été fourni aux avocats de la défense. En septembre 2016, l'affaire a de nouveau été ajournée au moins jusqu'en novembre en raison de la collecte de preuves dans cinq juridictions au total.

## Audience préliminaire
Lors de son audience préliminaire en août 2017, il a été allégué qu'Holdom avait déclaré à un témoin qu'il avait marché sur la gorge de Karlie, lui avait écrasé la trachée et avait enterré son corps dans la forêt de Belanglo. Il a également été allégué qu'il s'était arrêté dans un supermarché et avait acheté du ruban adhésif et des sacs poubelles avant d'étouffer Khandalyce dans un motel de Narrandera, de mettre son corps dans une valise et de le jeter à Wynarka où il est resté près de sept ans. Sa première comparution devant la Cour suprême de la Nouvelle-Galles du Sud a eu lieu le 1er décembre 2017. Son procès devait durer trois mois à compter du 6 août 2018, mais le 31 juillet 2018, Holdom a plaidé coupable des meurtres. Sa condamnation, initialement fixée au 29 septembre, a été reportée au 9 novembre, où il risquait deux peines d'emprisonnement à perpétuité.
La brutalité des meurtres a été publiquement révélée après qu'il eut plaidé coupable. Holdom avait également des antécédents de violence envers les femmes et un intérêt pour la violence sexuelle à l'égard des enfants. Une fiche d'information de la police remise au tribunal fait état de preuves d'un mobile sexuel pour le meurtre de l'enfant.
Bruce Pearce, le père de Karlie et grand-père de Khandalyce, a fait une déclaration écrite pendant le prononcé de la sentence, exprimant son souhait de voir Holdom condamné à la peine de mort. La Nouvelle-Galles du Sud a aboli la peine de mort en 1955. Le procureur Mark Tedeschi a décrit les meurtres comme des « meurtres à sensation » et a déclaré « les deux meurtres s'inscrivent dans la pire des affaires et peuvent être décrits comme atroces, détestables, odieux, gravement répréhensibles et extrêmement méchants ».

## Condamnation
Le 30 novembre 2018, Holdom a été condamné pour les meurtres par la cour suprême de Nouvelle-Galles du Sud, à deux peines consécutives de réclusion criminelle à perpétuité, sans possibilité de parole.